# Estación Barker
Barker es una estación ferroviaria, ubicada en el Partido de Benito Juárez, en la Provincia de Buenos Aires, Argentina.

## Servicios
Es una estación del ramal perteneciente al Ferrocarril General Roca, desde Gardey hasta Defferrari, por aquí transitan formaciones de cargas de la empresa Ferrosur Roca.
No presta servicios de pasajeros. 